# توماس ر. مارتن
توماس ر. مارتن (بالإنجليزية: Thomas R. Martin)‏ هو عالم لغوي كلاسيكي ومؤرخ أمريكي، ولد في 1947.